# Double Trouble (musikalbum)
Double Trouble är det femtonde soundtrackalbumet av den amerikanske sångaren och musikern Elvis Presley, släppt av RCA Victor i både mono och stereo (LPM/LSP 3787) i juni 1967. Albumet utgör soundtracket till filmen med samma namn från 1967, där Elvis Presley spelade huvudrollen. Låtarna till soundtracket spelades in den 28 juni 1966 i Radio Recorders studio B, och den 28 och 29 juni i Metro-Goldwyn-Mayers filmstudio, båda belägna i Hollywood i Kalifornien. I albumet ingår också tre bonuslåtar inspelade i RCA:s studio B i Nashville i Tennessee i maj 1963.
Albumet nådde 47:e plats på Billboard 200-listan i USA, och 22:a plats på den konkurrerande Cashbox-listan. I Storbritannien placerade det sig som bäst på 34:e plats på UK Albums Chart. Totalt såldes färre än 200 000 exemplar av albumet i USA.

## Bakgrund
Efter den förbättring som det i februari inspelade materialet till soundtrackalbumet Spinout inneburit, och den entusiasm Elvis Presley hade känt för sitt inspelade gospelalbum How Great Thou Art i maj, blev återvändandet till inspelningarna av filmen och soundtracket till Double Trouble i juni 1966 ett stort bakslag. Musikinspelningarna till Elvis Presleys två första filmer, Love Me Tender och Loving You, hade ägt rum i stora och opersonliga filmstudior, där Elvis upplevde att både hans prestation och ljudkvaliteten blev lidande. Ända sedan dess hade han insisterat på att också soundtrackinspelningarna skulle göras i professionella studior. Så blev dock inte fallet vid inspelningen av soundtracket till filmen Double Trouble. Elvis, frustrerad över ännu ett mediokert låtmaterial till en film, anlände sent till den första inspelningsdagen på Radio Recorders i Hollywood. Följande kväll flyttade sedan MGM:s chefer inspelningarna till sin egen filmstudio för att spara på utgifterna, och en besviken Elvis fick motvilligt följa med. MGM:s inspelningsstudio präglades av dålig akustik och ljudläckage mellan mikrofonerna, vilket skapade brus som påverkade inspelningarnas kvalitet negativt. När Elvis också tvingades spela in barnvisan "Old MacDonald", blev han så frustrerad att han temporärt lämnade studion.
Till filmen spelades nio låtar in, med en total speltid på endast drygt 17 minuter, vilket var alldeles för kort för ett vanligt album. För att förlänga speltiden och åtminstone passera 20 minuter, utökades albumet med tre låtar, vilka härrörde från studioinspelningarna av det så kallade "förlorade albumet" i maj 1963. Två av dessa låtar hade redan släppts som B-sidor på singlar: "Never Ending" tillsammans med den fyra år gamla "Such a Night", och "Blue River" tillsammans med den överblivna åtta år gamla "Tell Me Why". "It Won't Be Long" spelades in för filmen, men användes inte.
Albumet släpptes ungefär samtidigt som Beatles album Sgt. Pepper's Lonely Hearts Club Band, och mottagandet var svalt. Förutom att låtmaterialet ansågs vara av förhållandevis låg kvalitet, kritiserades albumet för en dämpad och platt ljudbild. Albumet bestod av musik som hade litet gemensamt med vad som vid tillfället dominerade populärmusikscenen.

## Komposition, stil och texter

### Radio Recorders studio B, 28 juni 1966
Inspelningarna till soundtracket ägde rum den 28 juni 1966 i Radio Recorders studio B i Hollywood i Kalifornien, och direkt efter, den 29–30 juni i MGM Sound Stage, likaså i Hollywood. En uppsättning musiker från Nashville hade anslutit till inspelningarna. Gruppen bestod av Scotty Moore, Hilmer J. "Tiny" Timbrell och Charlie McCoy på gitarr (den sistnämnde också på munspel), Bob Moore på bas, D. J. Fontana och Murrey "Buddy" Harman på trummor, Floyd Cramer på piano och Homer "Boots" Randolph på saxofon. Peter Drake spelade hawaiigitarr och Richard Noel trombone. Bakgrundssången stod gruppen The Jordanaires för, med Gordon Stoker, Neal Matthews, Hoyt Hawkins och Ray Walker.

"City by Night": På grund av Elvis Presleys sena ankomst till det första inspelningspasset, spelades musiken till "City by Night" in utan honom. Två dagar senare lade han till sin sång. Den 14 juli gjordes ytterligare instrumentala pålägg, samtidigt som låten saktades ned med 8 procent. Och den 25 juli ersatte Elvis sin sång. Låten, skriven av Bill Giant, Bernie Baum och Florence Kaye, är ett av de stilmässigt mer ovanliga inslagen i Elvis Presleys utgivning. Den beskrivs som en sofistikerad jazzballad med nattklubbskänsla, och är det närmaste Elvis någonsin kom icke bluesinfluerad jazz. Låten påminner om något som kunde ha skrivits för Bobby Darin eller Sammy Davis Jr. Den inleds med ett suggestivt trombonsolo av Richard Noel, men mixen är tekniskt bristfällig, med Elvis och The Jordanaires sång alltför framträdande medan bandet, inklusive Floyd Cramers bluesiga pianospel, nästan försvinner i bakgrunden.

"Could I Fall in Love", en behaglig och lågmäld ballad skriven av Randy Starr, innehåller dubblerad sång av Elvis, där hans karaktär i filmen framför en duett med sin egen inspelning. Inspelningen gjordes i Radio Recorders studio den 28 juli, medan Elvis stämsångspålägg gjordes två dagar senare i MGM:s stora, öppna filmstudio med dess undermåliga akustiska förhållanden. Under pålägget av den andra sångstämman uppstod ljudläckage i mikrofonen, vilket gjorde det omöjligt att mixa inspelningen korrekt. Resultatet blev ett påtagligt bakgrundsbrus som dränkte detaljrikedomen i den annars professionellt utförda inspelningen.

"There Is So Much World to See" var en låt av Sid Wayne och Ben Weisman. Det var en bluesig låt med ambitioner att framstå som modern och trendig, i stil med Tom Jones låtar. Den lider dock av ett stelt arrangemang och en något onaturlig och styltig text.

### MGM Sound Stage, 29–30 juni 1966

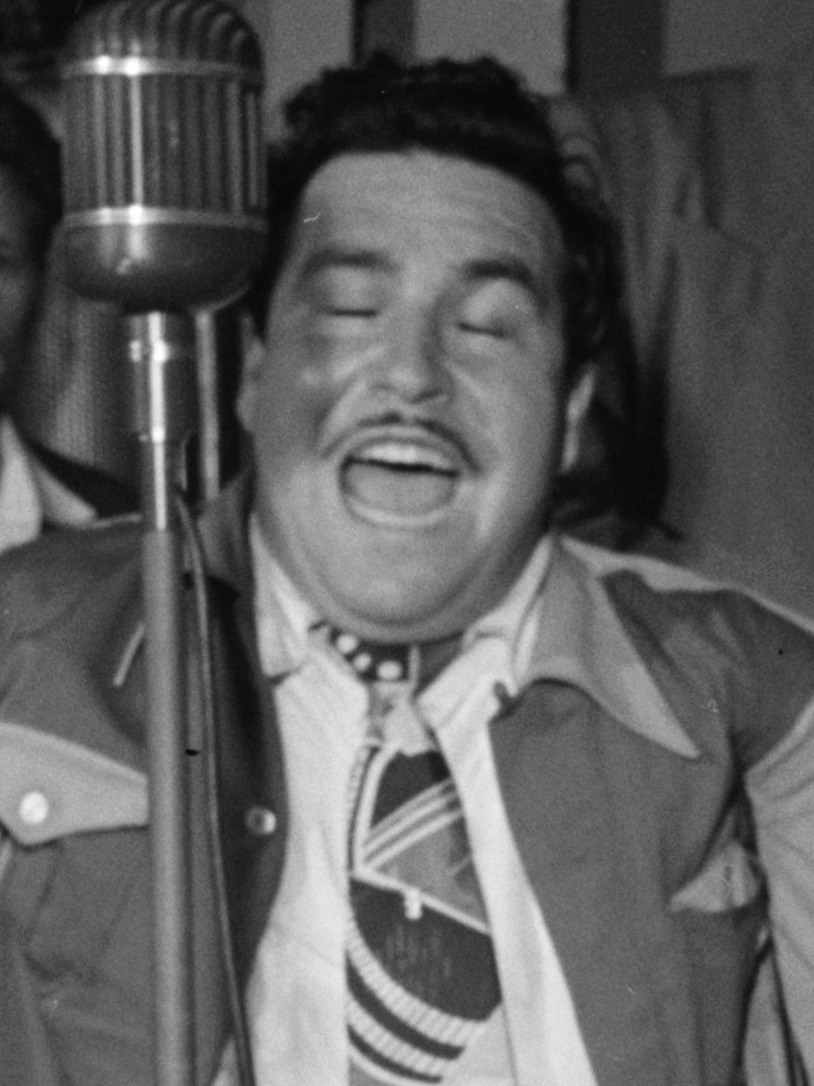
Doc Pomus (1947), som var med och skrev filmens titellåt, "Double Trouble".

"Double Trouble": Nästa dags inspelningar hölls i MGM:s lokaler och inleddes med filmens titellåt, "Double Trouble". Den kan vad gäller tempo anses vara en lämplig titellåt. Den skrevs av det välkända låtskrivarparet Doc Pomus och Mort Shuman, och blev den sista låt de skrev för en Elvis-inspelning. Låten uppvisar ett mer formelmässigt låtskrivande jämfört med parets tidigare framgångar, med en text som saknar flyt, och den har en ljudbild som i likhet med flera av inspelningarna inte är riktigt tydlig.

"Baby, If You'll Give Me All of Your Love" är en förhållandevis konventionell rocklåt, skriven av Joy Byers. Låten har ett relativt rutinmässigt arrangemang och framförs i ett forcerat, högt tempo, men har en oväntat bluesig och långsam avslutning.

"I Love Only One Girl" är en låt med influenser från traditionell europeisk musik, möjligen skapad för att anknyta till framgången med "Didja' Ever" från filmen G.I. Blues. Låten, skriven av Sid Tepper och Roy C. Bennett, bygger på den franska visan "Auprès de ma Blonde", en dryckesvisa som var populär bland franska soldater under Ludvig XIV:s tid (1643–1715). Med en ny engelsk text verkar låtskrivarna ha hämtat inspiration från musikalfilmen April in Paris (1952), där Doris Day och Claude Dauphin framförde en version av visan som berättar om en kung som älskar "en flicka i varje stad". I filmen Double Trouble framförs låten som en del av ett produktionsnummer med inslag av slapstickhumor, vilket gör att den fungerar bättre på filmduken än som en självständig låt på skiva.

"It Won't Be Long" är en upptempolåt i rockstil som, i likhet med "There Is So Much World to See", skrevs av Sid Wayne och Ben Weisman. Låten spelades in för filmen, men klipptes bort i den slutliga redigeringen och inkluderades på soundtrack-albumet som ett bonusspår.

"Old MacDonald": Den traditionella barnvisan "Old MacDonald", som var ett verk utan upphovsrätt, omarbetades av Randy Starr med nya textrader och melodislingor. När Elvis Presley insåg att han skulle spela in "Old MacDonald", lämnade han studion i frustration och förlägenhet över låtvalet. Inspelningen slutfördes som ett instrumentalt spår utan hans medverkan, och han fick lägga på sången nästa dag. Låten har blivit en av de mest kritiserade och har av kritiker betraktas som ett av de svagaste inslagen i Elvis karriär. I filmen framför Elvis låten sittande på ett lastbilsflak fyllt med höns ("med ett mu-mu här och ett nöff-nöff där"). Även bland trogna fans väckte låtens förekomst på albumet besvikelse. Musiktidningen Billboard kommenterade: "Kan ni tro att han till och med sjunger en version av Old MacDonald? Bara Presley skulle kunna komma undan med det."

"Long Legged Girl (With the Short Dress On)": Föregående kvälls inspelningar på Radio Recorders hade avslutats med en inspelning av rocklåten "Long Legged Girl (With the Short Dress On)". Denna kvälls inspelningar avslutades med en ny inspelning av låten, vilket blev den inspelning som kom att ges ut. Det blev också den singel som kom ur inspelningarna. Låten inleds med Elvis utrop "All right", men hans röst kan uppfattas som något distanserad. Med en rå gitarrslinga och en speltid på endast en minut och tjugosju sekunder är det en intensiv rocklåt, även om arrangemanget är enkelt. Låten, skriven av J. Leslie McFarland (medförfattare till "Stuck on You") och Winfield Scott (medförfattare till "Return to Sender"), har en hårdare ton än någon annan filmsång Elvis spelat in sedan Viva Las Vegas, som utkom 1964. Trots sin energi nådde singeln endast plats 63 på topplistan.

### RCA:s studio B, 26–28 maj 1963
De åtta låtar som ingick i filmen utökades på albumet med en nionde, "It Won't Be Long", som hade spelats in till filmen, men inte inkluderats i densamma. För att ytterligare fylla ut det korta albumet, inkluderades tre extra låtar. Dessa var inspelade den 26–28 maj 1963 i RCA:s studio B i Nashville under en session där fjorton låtar färdigställdes. I stället för att ges ut som ett sammanhållet album, släpptes dessa låtar under de följande åren huvudsakligen som B-sidor på singlar med filmlåtar som A-sidor eller som bonusspår på soundtrackalbum.
Under denna inspelningssession medverkade Scotty Moore, Thomas "Grady" Martin och Harold Bradley på gitarr, D. J. Fontana och Murrey "Buddy" Harman på trummor, Bob Moore på bas och Floyd Cramer på piano. Saxofonisten Homer "Boots" Randolph spelade vibrafon på "Never Ending" och "'What Now, What Next, Where To", medan bakgrundssången framfördes av The Jordanaires och Millie Kirkham. Nästa inspelningsdag deltog samma musiker och därutöver också Jerry Kennedy på gitarr.

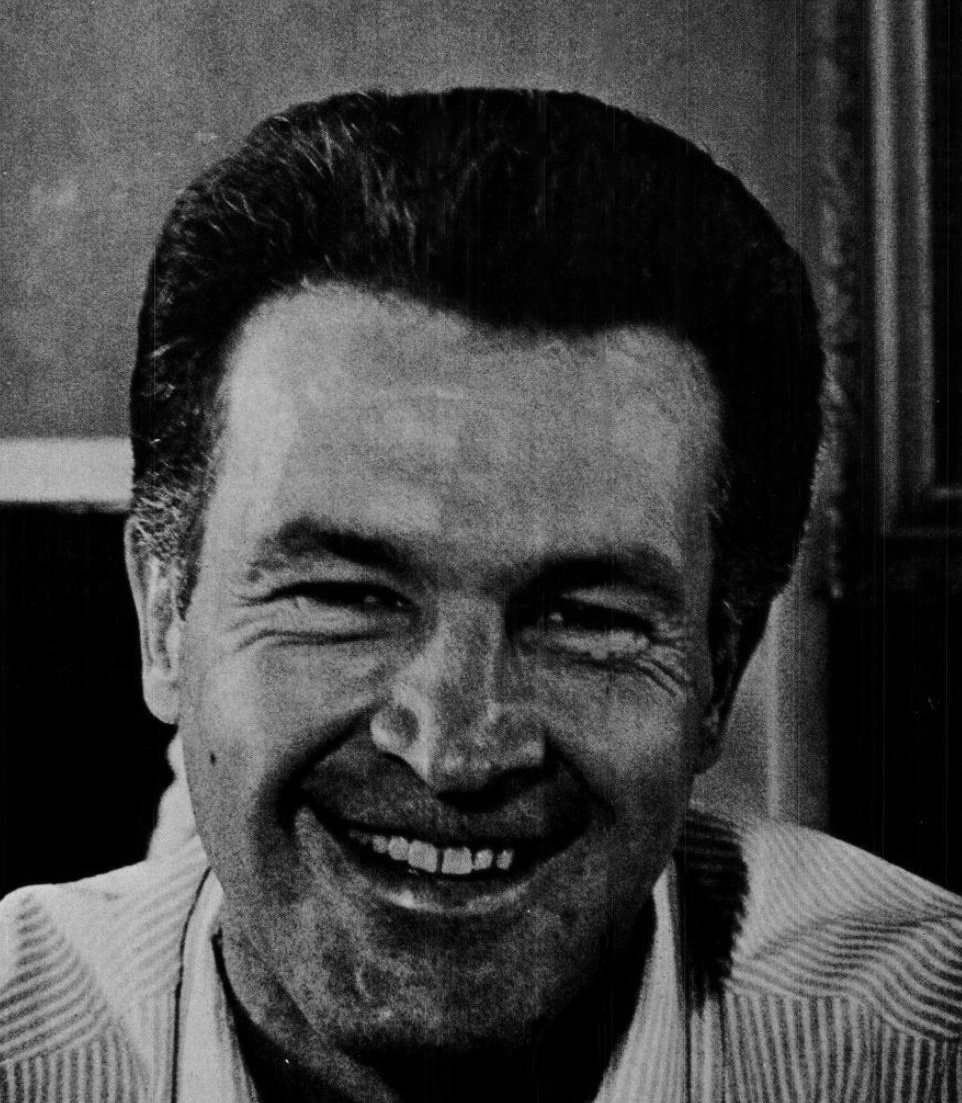
Don Robertson år 1966, samma år som Elvis Presleys inspelning av hans och Hal Blairs "What Now, What Next, Where To" släpptes på albumet Double Trouble.

"Never Ending" är en ballad skriven av Buddy Kaye och Phil Springer, som Elvis redan hade släppt 1964 som B-sida på singel tillsammans med "Such a Night". Låten har influenser från latinska rytmer och en melodi som gradvis utvecklas inom varje vers. Elvis framförande har beskrivits som kanske det närmaste han kom Sam Cookes stil, med en mjuk och avvägd röstinsats.

"What Now, What Next, Where To" är en låt skriven av Don Robertson och Hal Blair. Låten är en medelsnabb ballad med tydliga countryinfluenser i arrangemanget, som påminner om tidiga Elvis-inspelningar som "I'm Left, You're Right, She's Gone". Den kännetecknas av Floyd Cramers sofistikerade pianospel, och Elvis Presleys sånginsats har beskrivits som tekniskt väl utförd. Trots sitt ursprung i Nashville, där Elvis ofta spelade in, är låten ett av få exempel på countrymusik i hans repertoar från mitten av 1960-talet, en period då hans karriär dominerades av filmmusik. "What Now, What Next, Where To" har beskrivits som en behaglig men i slutänden något anonym komposition.

"Blue River" skrevs av Fred Tobias och Paul Evans, vilken också skrev "I Gotta Know" och "The Next Step is Love" åt Elvis. Det är en snabb och relativt enkel rocklåt. Under inspelningssessionen i maj 1963 lämnades tre låtar i princip ofärdiga: "Ask Me" och "Memphis, Tennessee" lades åt sidan efter bara två tagningar (även om ett nytt försök gjordes med "Ask Me" några timmar senare), och de spelades in på nytt åtta månader senare. Vid inspelningen av "Blue River" mot slutet av sessionen verkade Elvis ha förlorat sin koncentration, vilket resulterade i en ofullständig inspelning efter bara två tagningar. I brist på annat material att släppa som singel, klipptes de två tagningarna samman, och låten gavs ut som B-sida 1965 tillsammans med den åtta år gamla inspelningen "Tell Me Why".

## Utgivning och marknadsföring

### Albumets placeringar

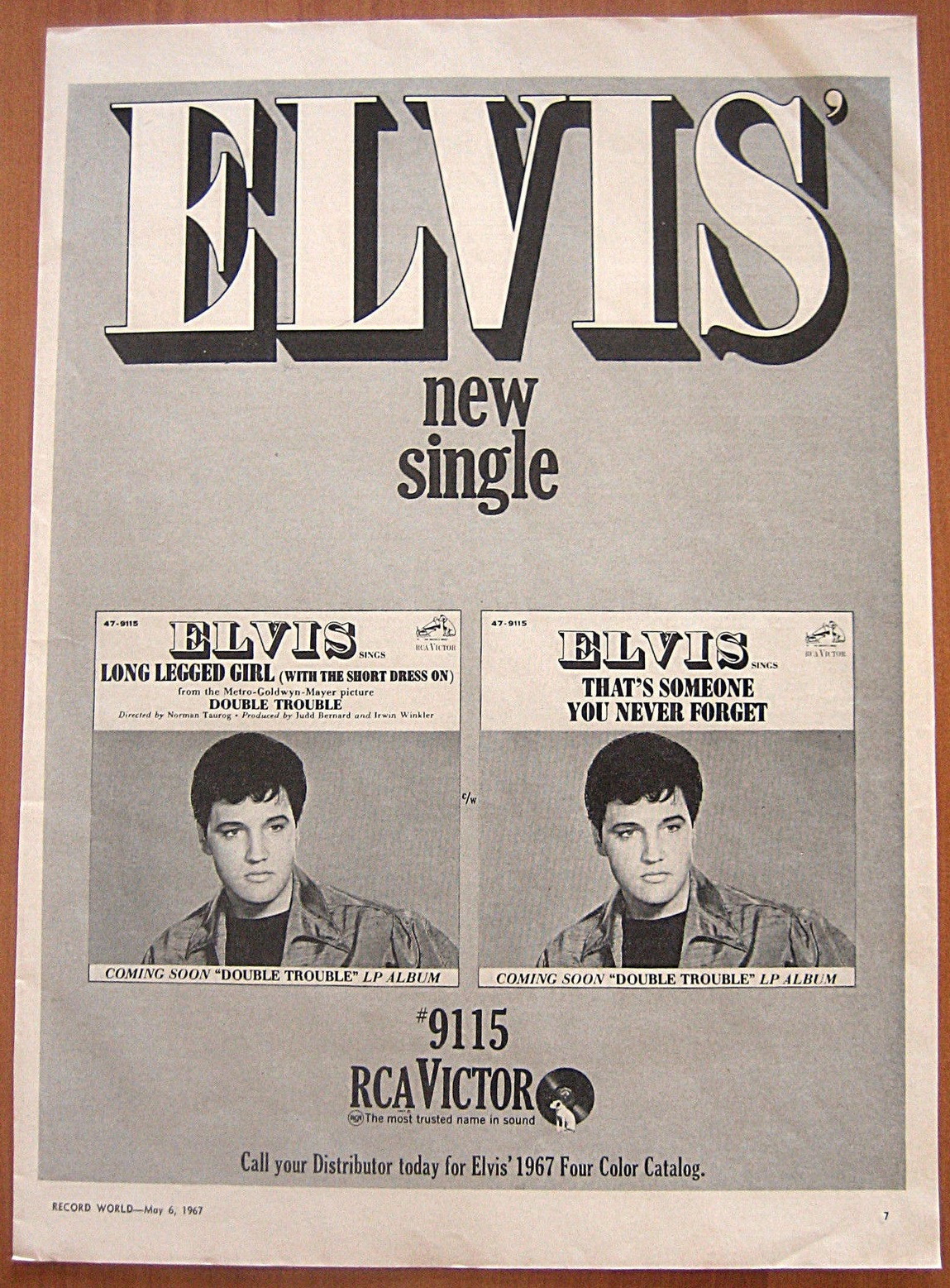
Reklam från RCA för singeln "Long Legged Girl (With the Short Dress On)" och "That's Someone You Never Forget".

Albumet Double Trouble debuterade på plats 179 på albumlistan "Billboard Top LP's" i USA den 24 juni 1967. Efter åtta veckor på listan, den 19 augusti 1967, nådde det plats 47, där det stannade i två veckor. Det blev albumets högsta position, under de 20 veckor det låg på listan.
På Cashbox noterades albumet första gången också den 24 juni 1967 på plats 81 på tidningens bästsäljarlista, som vid tiden listade 100 album. Efter sju veckor på listan nådde det plats 22, vilket blev dess högsta position under de 13 veckor det låg på listan. I Storbritannien nådde albumet plats 34 på UK Albums Chart, och stannade på listan i endast en vecka.

### Singelns placeringar
Den 28 april 1967, tre veckor efter att filmen Double Trouble haft premiär, släpptes singeln "Long Legged Girl (With the Short Dress On)" med "That's Someone You Never Forget" från albumet Pot Luck från 1962 som B-sida. I juni samma år nådde singeln sin högsta position på Billboard Hot 100-listan, med "Long Legged Girl" på plats 63, och "That's Someone You Never Forget" på plats 92. I Storbritannien nådde "Long Legged Girl" i augusti 1967 plats 49 på UK Singles Chart. Detta blev den första icke-säsongsbetonade A-sida på en Elvis-singel som inte nådde topp 40 i USA, och också den första att inte nå topp 40 i Storbritannien. Singeln sålde i 200 000 exemplar i USA.

### Senare utgåvor av albumet
I maj 1994 gavs albumet ut på cd som del av Double Features-serien, tillsammans med Spinout. I oktober 2004 gavs albumet ut på Follow That Dream-etiketten i en utökad cd-utgåva med originalalbumets låtar och flera alternativa tagningar.

## Mottagande

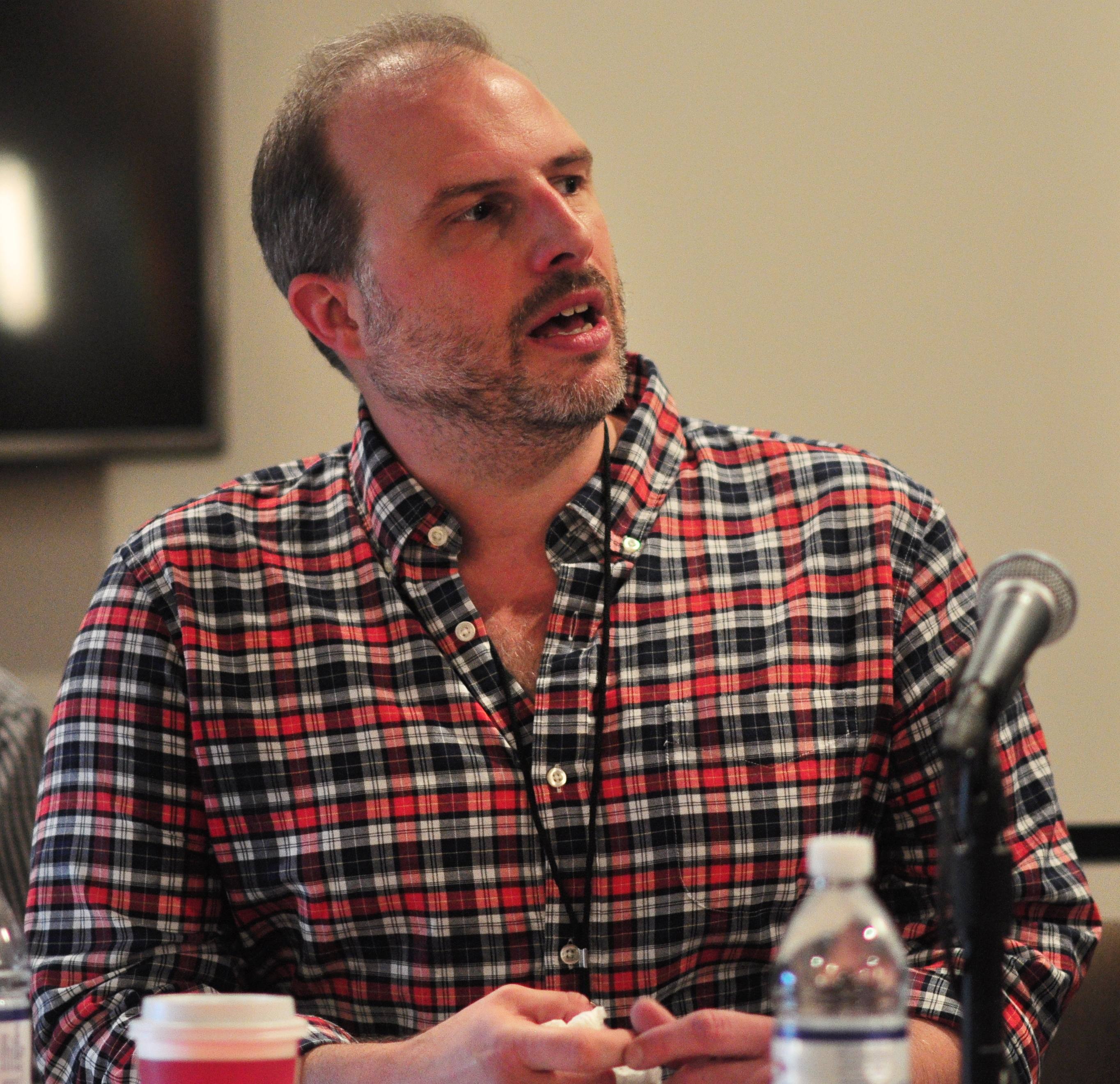
Stephen Thomas Erlewine, som ansåg att Elvis, efter förbättringen med soundtrackalbumet Spinout, återigen sjönk till en betydligt lägre nivå.

Den amerikanske musikkritikern och musikjournalisten Stephen Thomas Erlewine, skrivande för Allmusic, anser att Elvis förlorade den energi han hade visat på soundtrackalbumet Spinout och med 1967 års Double Trouble sjönk till en betydligt lägre nivå igen. De bästa spåren på albumet, enligt Erlewine, är det livfulla och fräcka titelspåret "Double Trouble" och "Long Legged Girl", som han beskriver som en kaotisk men charmig låt. Resten av filmlåtarna betraktar han som föråldrade och de sämsta som direkt usla. Han lyfter särskilt fram marschsången "I Love Only One Girl" och storbandsversionen av "Old MacDonald" som några av de värsta låtar Elvis någonsin spelat in. Erlewine menar också att bonuslåtarna från 1963 – varav två redan tidigare utgivits – inte tillför något av värde, utan mest framstår som utfyllnad utan större kvalitet jämfört med de övriga låtarna.

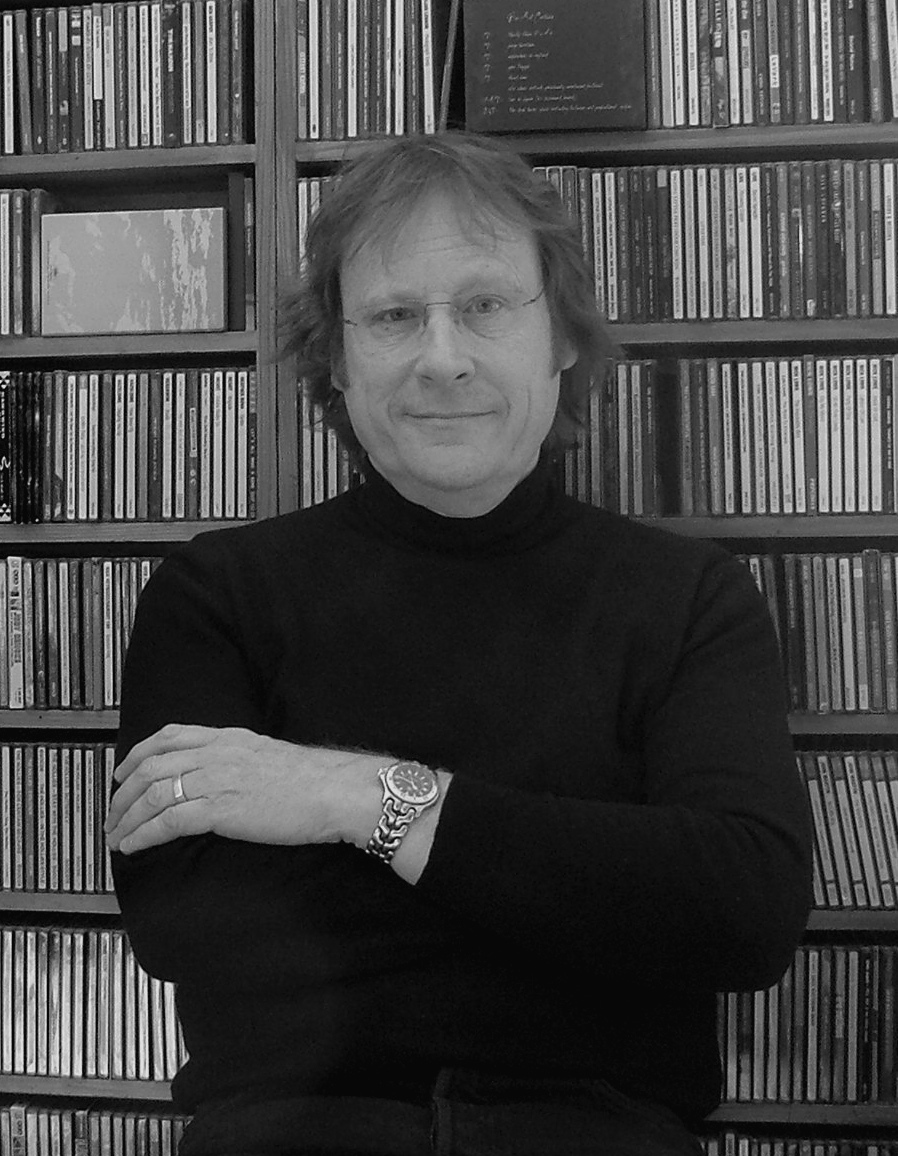
Den brittiske musikskribenten Colin Larkin, som menade att det bland soundtracklåtarna endast är "Long Legged Girl" som uppvisar någon kvalitet.

Den brittiske musikskribenten Colin Larkin beskriver albumet som ett lågvattenmärke i Elvis Presleys karriär, med låtmaterial av mycket låg kvalitet. Han framhåller särskilt "Old MacDonald" som en av de sämsta låtarna som någonsin spelats in av en etablerad artist. Av de nio soundtracklåtarna på albumet anser Larkin att endast "Long Legged Girl" uppvisar någon kvalitet. Trots detta misslyckades låten som singel att nå både topp 50 i USA och topp 40 i Storbritannien, vilket var första gången en Elvis Presley-singel på RCA Records inte gjorde det.
Den brittiske musikskribenten Paul Simpson ger albumet Double Trouble två stjärnor av fem i betyg och beskriver låtarna som ändå något bättre än de från soundtracket till filmen Easy Come, Easy Go (som endast gavs ut på en EP). Simpson pekar ut tre låtar från soundtracket som höjdpunkter: den vackra "Could I Fall in Love", där Elvis sjunger duett med sig själv, den mindre pärlan bland rocklåtar, "Long Legged Girl", samt "City by Night", en mjuk, jazzig låt med nattklubbskänsla som, trots sin klichéartade text, är något över genomsnittet för soundtrackmaterial. Också han utnämner "Old MacDonald" till albumets bottennapp och noterar att låten var så dålig att Elvis i frustration lämnade inspelningsstudion.

## Försäljning
Albumet Double Trouble gavs ut i juni 1967 och sålde i knappt 200 000 exemplar i USA. Singeln från albumet, med "Long Legged Girl (With the Short Dress On)" som A-sida, sålde i 200 000 exemplar i USA.

## Låtlistor
Double Trouble

### 1967, originalutgåva, LP
| 1. | Double Trouble                             | Doc Pomus, Mort Shuman                 | 29 juni 1966                              | 1:38 |
| 2. | Baby, If You'll Give Me All of Your Love   | Joy Byers                              | 29 juni 1966                              | 1:47 |
| 3. | Could I Fall in Love                       | Randy Starr                            | 28 juni 1966 30 juni 1966 (harmony vocal) | 1:42 |
| 4. | Long Legged Girl (With the Short Dress On) | J. Leslie McFarland, Winfield Scott    | 29 juni 1966                              | 1:27 |
| 5. | City by Night                              | Bill Giant, Bernie Baum, Florence Kaye | 28 juni 1966 (track) 25 juli 1966 (vocal) | 3:04 |
| 6. | Old MacDonald                              | Randy Starr                            | 29 juni 1966 (track) 30 juni 1966 (vocal) | 2:04 |

| 1.           | I Love Only One Girl                             | Sid Tepper, Roy C. Bennett  | 29 juni 1966 | 1:52  |
| 2.           | There Is So Much World to See Plus 4 Bonus Songs | Sid Wayne, Ben Weisman      | 28 juni 1966 | 1:53  |
| 3.           | It Won't Be Long                                 | Sid Wayne, Ben Weisman      | 29 juni 1966 | 1:44  |
| 4.           | Never Ending                                     | Buddy Kaye, Philip Springer | 26 maj 1963  | 1:57  |
| 5.           | Blue River                                       | Paul Evans, Fred Tobias     | 28 maj 1963  | 2:11  |
| 6.           | What Now, What Next, Where To                    | Hal Blair, Don Robertson    | 27 maj 1963  | 1:56  |
| Total längd: | Total längd:                                     | Total längd:                | Total längd: | 23:15 |

### 2004, Follow That Dream-utgåva, CD
Cd 1
| 1.           | Double Trouble                                                              | Doc Pomus, Mort Shuman                 | 29 juni 1966                              | 1:40  |
| 2.           | Baby, If You'll Give Me All of Your Love                                    | Joy Byers                              | 29 juni 1966                              | 1:48  |
| 3.           | Could I Fall in Love                                                        | Randy Starr                            | 28 juni 1966 (track) 30 juni 1966 (vocal) | 1:44  |
| 4.           | Long Legged Girl (With the Short Dress On)                                  | J. Leslie McFarland, Winfield Scott    | 29 juni 1966                              | 1:29  |
| 5.           | City by Night                                                               | Bill Giant, Bernie Baum, Florence Kaye | 28 juni 1966 (track) 25 juli 1966 (vocal) | 3:05  |
| 6.           | Old MacDonald Side 2                                                        | Randy Starr                            | 29 juni 1966 (track) 30 juni 1966 (vocal) | 2:08  |
| 7.           | I Love Only One Girl                                                        | Sid Tepper, Roy C. Bennett             | 29 juni 1966                              | 1:54  |
| 8.           | There Is So Much World to See Bonus Songs                                   | Sid Wayne, Ben Weisman                 | 28 juni 1966                              | 1:57  |
| 9.           | It Won't Be Long                                                            | Sid Wayne, Ben Weisman                 | 29 juni 1966                              | 1:46  |
| 10.          | Never Ending                                                                | Buddy Kaye, Philip Springer            | 26 maj 1963                               | 2:00  |
| 11.          | Blue River                                                                  | Paul Evans, Fred Tobias                | 28 maj 1963                               | 2:14  |
| 12.          | What Now, What Next, Where To New Bonus Tracks                              | Hal Blair, Don Robertson               | 27 maj 1963                               | 2:00  |
| 13.          | Double Trouble (take 1, mono)                                               | Doc Pomus, Mort Shuman                 | 29 juni 1966                              | 1:39  |
| 14.          | Baby, If You'll Give Me All of Your Love (take 2, mono)                     | Joy Byers                              | 29 juni 1966                              | 2:25  |
| 15.          | I Love Only One Girl (take 1, mono)                                         | Sid Tepper, Roy C. Bennett             | 29 juni 1966                              | 2:25  |
| 16.          | It Won't Be Long (takes 1, 2, mono)                                         | Sid Wayne, Ben Weisman                 | 29 juni 1966                              | 2:22  |
| 17.          | Long Legged Girl (With the Short Dress On) ([2nd version] takes 1, 2, mono) | J. Leslie McFarland, Winfield Scott    | 29 juni 1966                              | 2:42  |
| 18.          | Could I Fall in Love (take 6 [undubbed master])                             | Randy Starr                            | 28 juni 1966                              | 2:29  |
| 19.          | There Is So Much World to See (take 10)                                     | Sid Wayne, Ben Weisman                 | 28 juni 1966                              | 2:29  |
| 20.          | Long Legged Girl (With the Short Dress On) ([1st version] take 6)           | J. Leslie McFarland, Winfield Scott    | 28 juni 1966                              | 1:45  |
| 21.          | City by Night (take 3/10)                                                   | Bill Giant, Bernie Baum, Florence Kaye | 28 juni 1966 (track) 30 juni 1966 (vocal) | 2:59  |
| 22.          | It Won't Be Long (take 5, mono)                                             | Sid Wayne, Ben Weisman                 | 29 juni 1966                              | 1:49  |
| 23.          | Double Trouble (takes 2, 3, mono)                                           | Doc Pomus, Mort Shuman                 | 29 juni 1966                              | 1:50  |
| 24.          | Baby, If You'll Give Me All of Your Love (takes 3, 4, mono)                 | Joy Byers                              | 29 juni 1966                              | 2:50  |
| 25.          | Could I Fall in Love (harmony take 1, mono)                                 | Randy Starr                            | 30 juni 1966                              | 1:48  |
| Total längd: | Total längd:                                                                | Total längd:                           | Total längd:                              | 53:17 |

## Medverkande
Uppgifterna är hämtade från Keith Flynn och Ernst Jørgensen och avser inspelningar gjorda i RCA:s studio B i Nashville, Tennessee, den 26–28 maj 1963, i Radio Recorders studio B i Hollywood, Kalifornien, den 28 juni 1966, i MGM Sound Stage i Hollywood den 29–30 juni och den 14 och 25 juli 1966.

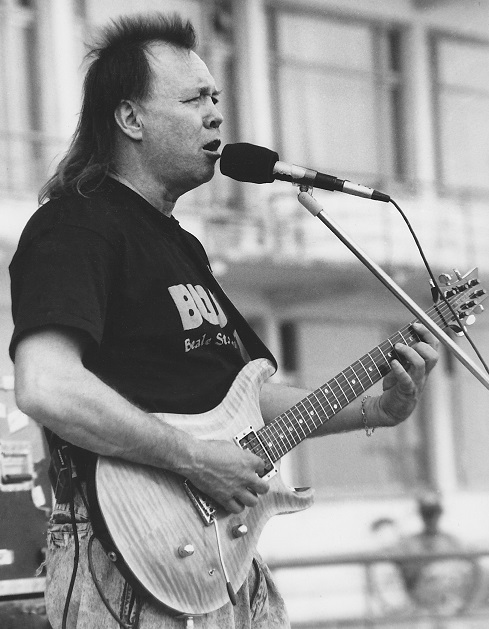
Michael Deasy (1992), som gjorde gitarrpålägg på "City by Night" och "Baby, If You'll Give Me All of Your Love".

- Elvis Presley – sång; pålägg stämsång på "Could I Fall in Love".
- Scotty Moore – gitarr på alla låtar.
- Hilmer J. "Tiny" Timbrell – gitarr på soundtracklåtarna.
- Charlie McCoy – gitarr och munspel på soundtracklåtarna.
- Bob Moore – bas på alla låtar.
- D. J. Fontana – trummor på alla låtar.
- Murrey "Buddy" Harman – trummor på alla låtar.
- Floyd Cramer – piano på alla låtar.
- Homer "Boots" Randolph – saxofon; vibrafon på "Never Ending" och "What Now, What Next, Where To"
- Peter Drake – hawaiigitarr under inspelningen av soundtracklåtarna.
- Richard Noel – trombone under inspelningen av soundtracklåtarna.
- Thomas "Grady" Martin – gitarr på "Never Ending", "'What Now, What Next, Where To" och "Blue River".
- Harold Bradley – gitarr på "Never Ending", "'What Now, What Next, Where To" och "Blue River".
- Jerry Kennedy – gitarr på "Blue River".
- The Jordanaires – bakgrundssång: Gordon Stoker, Neal Matthews, Hoyt Hawkins och Ray Walker under inspelningen av soundtracklåtarna; Joe Babcock i stället för Hoyt Hawkins på "Never Ending", "'What Now, What Next, Where To" och "Blue River".
- Millie Kirkham – bakgrundssång på "Never Ending", "'What Now, What Next, Where To" och "Blue River".
- Michael Deasy – gitarr; pålägg på "City by Night" och "Baby, If You'll Give Me All of Your Love".
- Jerry Scheff – bas; pålägg på "City by Night" och "Baby, If You'll Give Me All of Your Love".
- Toxey "French" Sewell – trummor; pålägg på "City by Night" och "Baby, If You'll Give Me All of Your Love".
- Michael Henderson – saxofon; pålägg på "City by Night" och "Baby, If You'll Give Me All of Your Love".
- Wyman "Butch" Parker – saxofon; pålägg på "City by Night" och "Baby, If You'll Give Me All of Your Love".
- Steve Sholes – producent under inspelningarna av "Never Ending", "'What Now, What Next, Where To" och "Blue River".
- Jeffrey Alexander – MGM-producent på soundtracklåtarna.
- Bill Porter – ljudtekniker under inspelningarna av "Never Ending", "'What Now, What Next, Where To" och "Blue River".
- Dave Wiechman – ljudtekniker på Radio Recorders för "City by Night", "Could I Fall in Love" och "There Is So Much World to See".
- Aaron Rochin & Lyle Burbridge – ljudtekniker på MGM för "Double Trouble", "Baby, If You'll Give Me All of Your Love", "I Love Only One Girl", "It Won't Be Long", "Old MacDonald" och "Long Legged Girl".

## Topplistor
|  |

|  |

|  |

|  |

| Lista (1967)                     | Högsta position |
| Storbritannien (UK Albums Chart) | 34              |
| USA (Cashbox Top 100 Albums)     | 22              |
| USA (Billboard 200)              | 47              |